# Geophis blanchardi
Espèce
Statut de conservation UICN

 DD  : Données insuffisantes
Geophis blanchardi  est une espèce de serpents de la famille des Dipsadidae.

## Répartition
Cette espèce est endémique du Mexique. Elle se rencontre entre 2 240 et 2 510 m d'altitude dans les États d'Oaxaca, du Veracruz et de Puebla.

## Description
L'holotype de Geophis blanchardi mesure 388 mm dont 46 mm pour la queue. Son dos est gris-bleu et sa face ventrale orange foncé et noire.

## Étymologie
Cette espèce est nommée en l'honneur de Frank Nelson Blanchard en mémoire de sa contribution à l'herpétologie américaine.

## Publication originale
- Taylor & Smith, 1939 "1938" : Miscellaneous notes on Mexican snakes. University of Kansas science bulletin, vol. 25, no 13, p. 239-258 (texte intégral).